# Cataldo Spitale
Cataldo Spitale (Buenos Aires, 5 ottobre 1911 – ...) è stato un calciatore argentino, di ruolo difensore.

## Biografia
Divenne in patria una delle colonne del Platense, prima di esser acquistato nel 1939 dalla Associazione Sportiva Roma nel ruolo di difensore, in cui rimase fino a dicembre del 1940. Coinvolto nella non positiva stagione dei giallorossi, tornò in patria all'inizio della stagione successiva.
Era un mediano dalla tecnica raffinata.